# Bernardin Mfumbusa
Bernardin Francis Mfumbusa (* 1. April 1962 in Arusha, Tansania) ist ein tansanischer Geistlicher und römisch-katholischer Bischof von Kondoa.

## Leben
Bernardin Mfumbusa empfing am 14. Juni 1992 das Sakrament der Priesterweihe.
Am 12. März 2011 ernannte ihn Papst Benedikt XVI. zum ersten Bischof von Kondoa. Der Erzbischof von Daressalam, Polycarp Kardinal Pengo, spendete ihm am 15. Mai desselben Jahres die Bischofsweihe; Mitkonsekratoren waren der Erzbischof von Mwanza, Jude Thadaeus Ruwa’ichi OFMCap, und der Bischof von Sansibar, Augustine Ndeliakyama Shao CSSp.